# ГЕС Cevizlik
ГЕС Cevizlik – гідроелектростанція на північному сході Туреччини. Знаходячись перед ГЕС Ікіздере (19 МВт), становить верхній ступінь каскаду на річці Ікіздере, яка впадає до Чорного моря за півтора десятки кілометрів на захід від Ризе.
В межах проекту на річці облашували бетонну водозабірну греблю висотою 12 метрів та довжиною 60 метрів. Вона спрямовує ресурс до прокладеного через правобережний гірський масив дериваційного тунелю довжиною 8 км з діаметром 4 метри, який переходить у напірний водовід довжиною 0,3 км з діаметром 3,4 метра.
У підземному машинному залі встановили дві турбіни типу Френсіс потужністю по 47,5 МВт, які при чистому напорі у 199 метрів повинні забезпечувати виробництво 330 млн кВт-год електроенергії на рік.